# Neosebastes nigropunctatus
Neosebastes nigropunctatus is een straalvinnige vissensoort uit de familie van schorpioenvissen (Neosebastidae). De wetenschappelijke naam van de soort is voor het eerst geldig gepubliceerd in 1915 door McCulloch.